# Amphitheatrum Castrense
Amphitheatrum Castrense – niewielki amfiteatr znajdujący się na obszarze starożytnego Sessorium w Rzymie, w sąsiedztwie bazyliki Świętego Krzyża z Jerozolimy.
Amfiteatr wzniesiony został pod koniec panowania dynastii Sewerów, najprawdopodobniej za Heliogabala. Zbudowano go z betonu okładanego cegłą, na planie owalu o wymiarach 88×75,8 m. Budowla oryginalnie była trzypiętrowa, do czasów współczesnych zachowało się jednak tylko dolne i część środkowego piętra. Arkady dolnego piętra wspierają się na kolumnach zwieńczonych korynckimi kapitelami, w których bazy zostały zastąpione trawertynowymi płytami. W arkadach środkowego piętra zamiast kolumn znajdują się pilastry. Z XVI-wiecznych ilustracji wiadomo, że na najwyższym piętrze zamiast arkad znajdowały się flankowane pilastrami prostokątne otwory okienne.
Pod koniec III wieku amfiteatr został włączony w obręb Muru Aureliana, a jego połowa znalazła się wówczas poza linią miejskich fortyfikacji. W związku z tym zamurowane zostały znajdujące się po zewnętrznej stronie muru arkady. Podczas wykopalisk przeprowadzonych w XVIII wieku w podziemiach amfiteatru odkryte zostało hypogeum z kośćmi zwierzęcymi, co świadczy, że na jego arenie odbywały się walki ze zwierzętami.